# Torre Gongchen

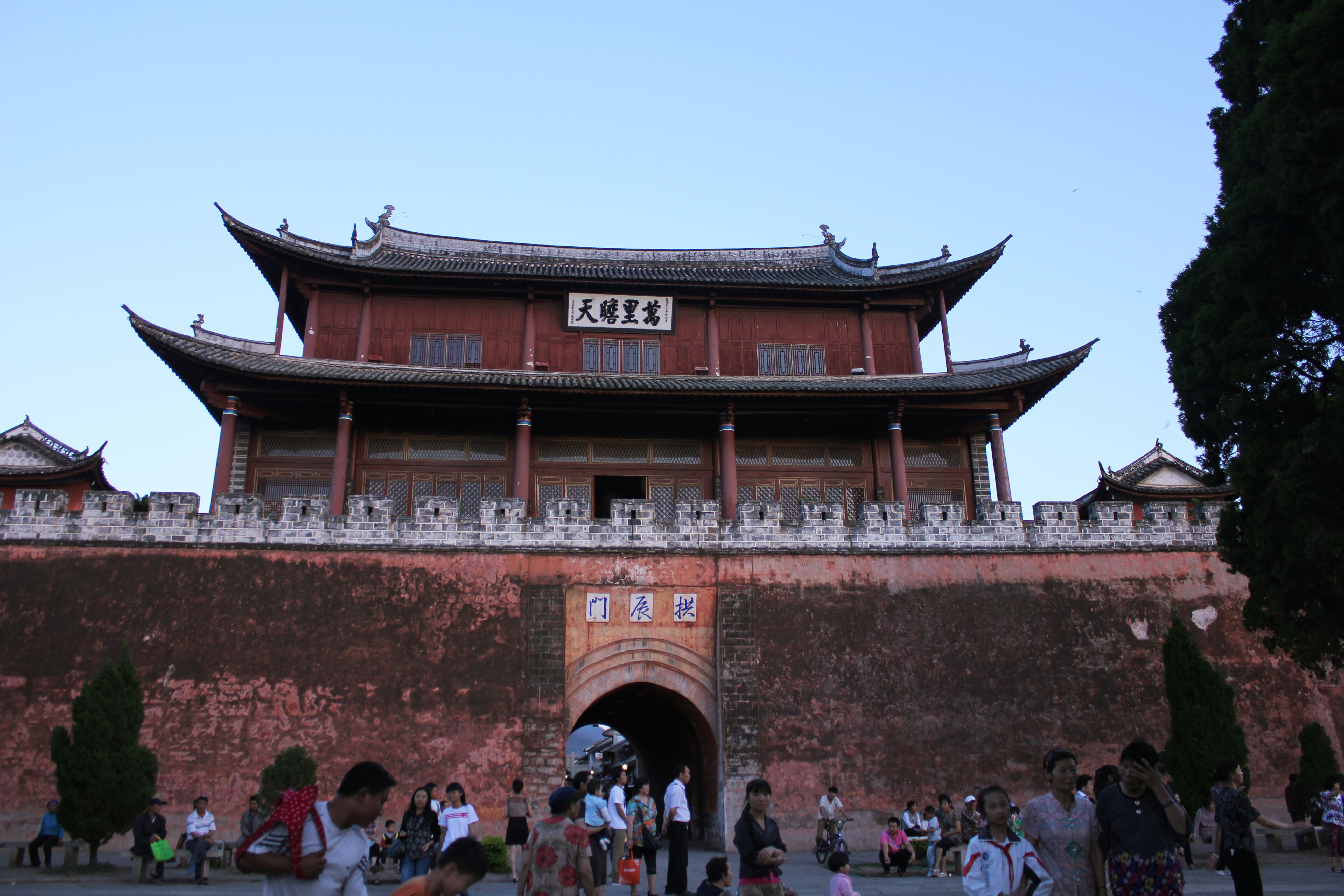
Torre Gongchen sobre a Gongchen-North Gate

A Torre Gongchen foi um monumento histórico localizado na cidade de Weishan na província chinesa de Iunã.

## História
Construída durante a dinastia Ming, em 1390, loga acima do Gongchen-North Gate, ou seja, o portal norte de entrada da muralha da cidade original de Weishan. A muralha, de concreto e granito, era a proteção da antiga vila, envolvendo por completo o local e possuindo quatro passagens (cada passagem foi construída em diferentes épocas), uma em cada face: norte, sul, leste e oeste.
Atualmente, muralha e portais são patrimônios da província de Iunã, bem como, atração turística da localidade, pois a muralha separa o antigo vilarejo, com edificações típicas da época, das construções modernas da cidade de Weishan. 
A Torre Gongchen era a principal atração, construída em madeira e com estilo típico da era Ming, possuía dois pavimentos, totalizando 16 metros de altura, com 26 metros de comprimento e 15,7 metros de largura.
Na noite de 3 de janeiro de 2015, a torre foi destruída por um incêndio, que em mais de duas horas consumiu totalmente a construção com mais de 600 anos de existência.